# 徐末九
徐末九（1956年3月16日—2015年11月30日）是韓國男子田徑運動員，於1978年亞洲運動會田徑100公尺半決賽，曾創下10.45秒的韓國男子100公尺全國紀錄。

## 外部連結
- 徐末九在的頁面